# The Musical Box (band)
The Musical Box is een Canadese Genesis-tributeband, opgericht in 1993. Zij gebruikten de titel van het gelijknamige nummer van het Genesis album Nursery Cryme.

## Geschiedenis
In eerste instantie met zeven leden werd de band na de komst van zanger Denis Gagné in 1995 een kwintet. Het repertoire is tot 2007 gebaseerd op het Genesistijdperk onder Peter Gabriel, tot 2000 speelde de band voornamelijk werken van de albums Nursery Cryme, Foxtrot en Selling England by the Pound.
In 2000 kocht de band de rechten om The Lamb Lies Down on Broadway opnieuw uit te voeren (alhoewel dat strikt gezien niet noodzakelijk was). Genesis steunde dat initiatief door de 1200 originele dia's ter beschikking te stellen die ze bij die shows had gebruikt. Ook kregen de leden van The Musical Box toegang tot de originele mastertapes van het album, om hen te helpen zo dicht mogelijk bij het origineel te komen.
Sinds 2001 is de populariteit van The Musical Box wereldwijd flink gegroeid, en toert de band door de Verenigde Staten, Europa, Canada en Zuid-Amerika.
In 2008 wordt een wereldtour gedaan met nummers van het album A Trick of the Tail, het eerste album met Phil Collins als zanger.

## Show
The Musical Box is zeer accuraat in het neerzetten van de show zoals Genesis dat deed. De kostuums zoals Peter Gabriel die gebruikte, de lichtshow en decors zijn alle overgenomen. Zanger Gagné leerde zichzelf dwarsfluit spelen, en schoor zelfs een kale plek in zijn haar, om meer op Gabriel te lijken zoals die er in de jaren zeventig uitzag.
Bij meerdere gelegenheden hebben (ex-)leden van Genesis opgetreden met The Musical Box, of optredens bezocht. In 2002 speelde Steve Hackett mee tijdens het nummer Firth of Fifth, Phil Collins trad mee op in 2005 in Genève. Collins was gedurende de gehele show aanwezig, en zou later tegen journalisten zeggen dat "zij het beter deden dan wij". Peter Gabriel bezocht een optreden van de band met zijn kinderen, om te laten zien "wat hun vader vroeger deed".

## 2008 tour
In 2008 toert The Musical Box door Europa, waarbij ook Utrecht (8-10, Muziekcentrum Vredenburg), Nijmegen (10-10, Concertgebouw de Vereeniging), Luik (11-10, Le Forum) en Brussel (12-10, Cirque Royal) worden aangedaan.

## Huidige bandleden
- Denis Gagné ("Peter Gabriël" - als zanger): zang, tamboerijn, dwarsfluit, Percussie,
- François Gagnon ("Steve Hackett"): 6-string gitaar, 12-string gitaar
- Sébastien Lamothe ("Mike Rutherford"): bas, bass pedals, 12-string gitaar, zang
- Gregg Bendian ("Bill Bruford"): drums, percussie
- David Myers ("Tony Banks"): keyboards, 12-string gitaar, zang
- Marc Laflamme ("Phil Collins" - als drummer): zang, tamboerijn, drums, Percussie, keyboards

## Vroegere leden/rollen
- Denis Gagné ("Peter Gabriel")
- François Richard ("Tony Banks")
- Guillaume Courteau ("Phil Collins")
- Denis Champoux ("Steve Hackett")
- Éric Savard ("Tony Banks")
- Noah Wyle ("Mike Rutherford")
- Martin Levac ("Phil Collins")